# Dziadówki (Leśnica)
Dziadówki – kolonia wsi Leśnica w Polsce położona w województwie świętokrzyskim, w powiecie jędrzejowskim, w gminie Małogoszcz.

W latach 1975–1998 kolonia administracyjnie należała do województwa kieleckiego.